# پی‌یر فرانچسکو پینجیتوره
پی‌یر فرانچسکو پینجیتوره (ایتالیایی: Pier Francesco Pingitore؛ زادهٔ ۲۷ سپتامبر ۱۹۳۴) کارگردان فیلم، نمایشنامه‌نویس و فیلم‌نامه‌نویس اهل ایتالیا است.
از فیلم‌های او می‌توان به سلام مریخی، مربی در ساحل و کریسمس در هند اشاره کرد.